# 3Xtrim-Flugzeug-Fabrik
Die 3Xtrim-Flugzeug-Fabrik war ein polnischer Flugzeughersteller, der von 1996 bis 2014 aktiv und vor allem auf die Herstellung von Segelflugzeugen spezialisiert war.

## Geschichte
Das Unternehmen wurde 1996 vom ehemaligen SZD-Segelflugzeugingenieur Adam Kurbiel unter dem Namen Wytwórnia i Naprawa Konstrukcji Lekkich gegründet. Das Unternehmen stellte viele arbeitslos gewordene Arbeiter aus der Luft- und Raumfahrt ein, die zuvor bei SZD beschäftigt waren. Der Firmenname wurde im November 1999 in Zakłady Lotnicze 3Xtrim Sp.z o.o. geändert. Das Unternehmen scheint 2014 seine Tätigkeit eingestellt zu haben.
Der Firmenname 3Xtrim sollte eine doppelte Anspielung darauf sein, dass die Flugzeuge während der Entwicklungs-, Prototypen- und Produktionsphase dreifach getrimmt (oder genauer gesagt dreifach getestet) werden und dass die Flugzeuge für extreme Bedingungen ausgelegt sind. Im Englischen wird der Firmenname als „Three-Extreme“ ausgesprochen.

## Modelle
Siehe auch: 3Xtrim

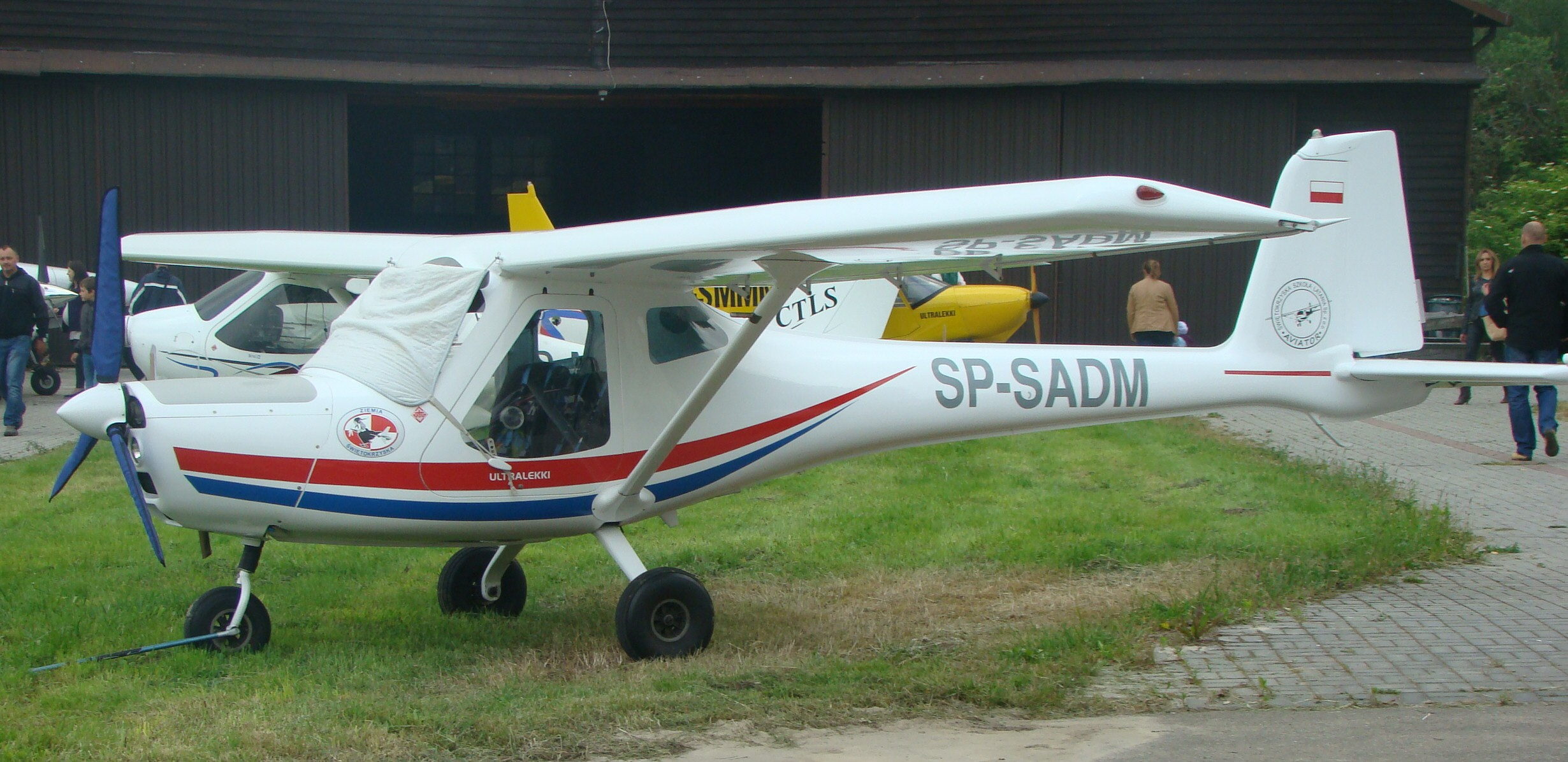
Das Light Sport Aircraft des Typs 3X55 Trener

3Xtrim konzentrierte sich auf die Entwicklung und Produktion der Ultraleichtflugzeuge 3X55 und 3X47, die 1996 erstmals als Prototypen flogen.